# Offenburger Versammlung 1847

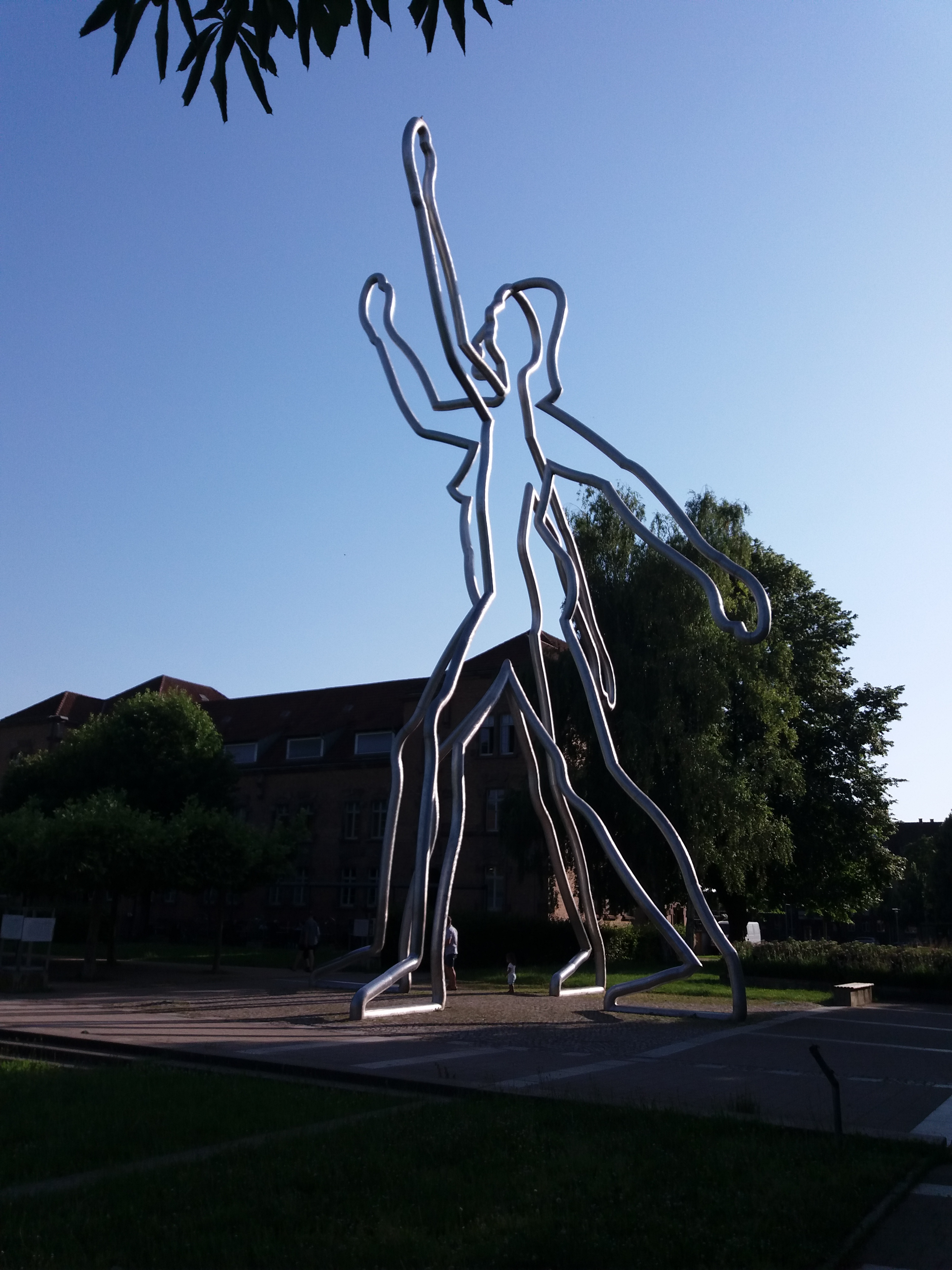
Jonathan Borofskys Freiheit – männlich/weiblich im Kulturforum

Als Offenburger Versammlung wird die Volksversammlung von 800 bis 900 Personen im und vor dem Gasthaus „Salmen“ am 12. September 1847 im badischen Offenburg bezeichnet. Sie war Teil des Vormärz vor der Deutschen Revolution 1848/1849. Ergebnis der Veranstaltung war die Proklamation von 13 „Forderungen des Volkes in Baden“, die im Wesentlichen bereits lange geforderte Grundrechte verlangten. Dieses Offenburger Programm war die programmatische Basis der demokratischen Bewegung. Es beinhaltete angesichts der 1847 grassierenden Not in den unteren Bevölkerungsschichten auch frühsozialistisches Gedankengut. Rund einen Monat später versammelten sich die Liberalen in Heppenheim.

## Die Versammlung
Die Veranstaltung wurde von Mannheimer Radikalen um Gustav Struve, Valentin Streuber und Friedrich Hecker im Rahmen des Wahlkampfes für die Nachwahlen zur Zweiten Kammer der Badischen Ständeversammlung organisiert. Der Historiker Paul Nolte betont, dass die Versammlung eben keine Republik forderte, „die Teilnehmer der Offenburger Versammlung waren Radikale, aber eben – noch – keine Republikaner (jedenfalls nicht im modernen Sinne) und keine Demokraten.“
Die Wahl des Tagungsortes war dabei der guten Erreichbarkeit als zentraler Bahnmittelpunkt in Baden geschuldet sowie der Tatsache, dass in Offenburg ein wichtiger Wahlkreis zu vergeben war und die Linke den Kandidaten Christian Kapp, einen der Hauptredner der Veranstaltung, unterstützen wollte. Die Versammlung wurde vom Offenburger Bürgermeister Gustav Rée geleitet.
Anfang Dezember 1847 ordnete das badische Hofgericht zu Bruchsal aufgrund der vorliegenden „Untersuchungsacten in Betreff der offenburger [sic!] Versammlung“ eine unverzügliche „Criminaluntersuchung gegen die Herren Dr. Eller, Dr. Hecker und von Struve“ an. Obwohl diese Ende Dezember zumindest gegen Friedrich Hecker noch anhängig war, war dies kein Hindernis für seinen Eintritt in die Zweite Kammer der Badischen Ständeversammlung.

## Die Forderungen des Volkes

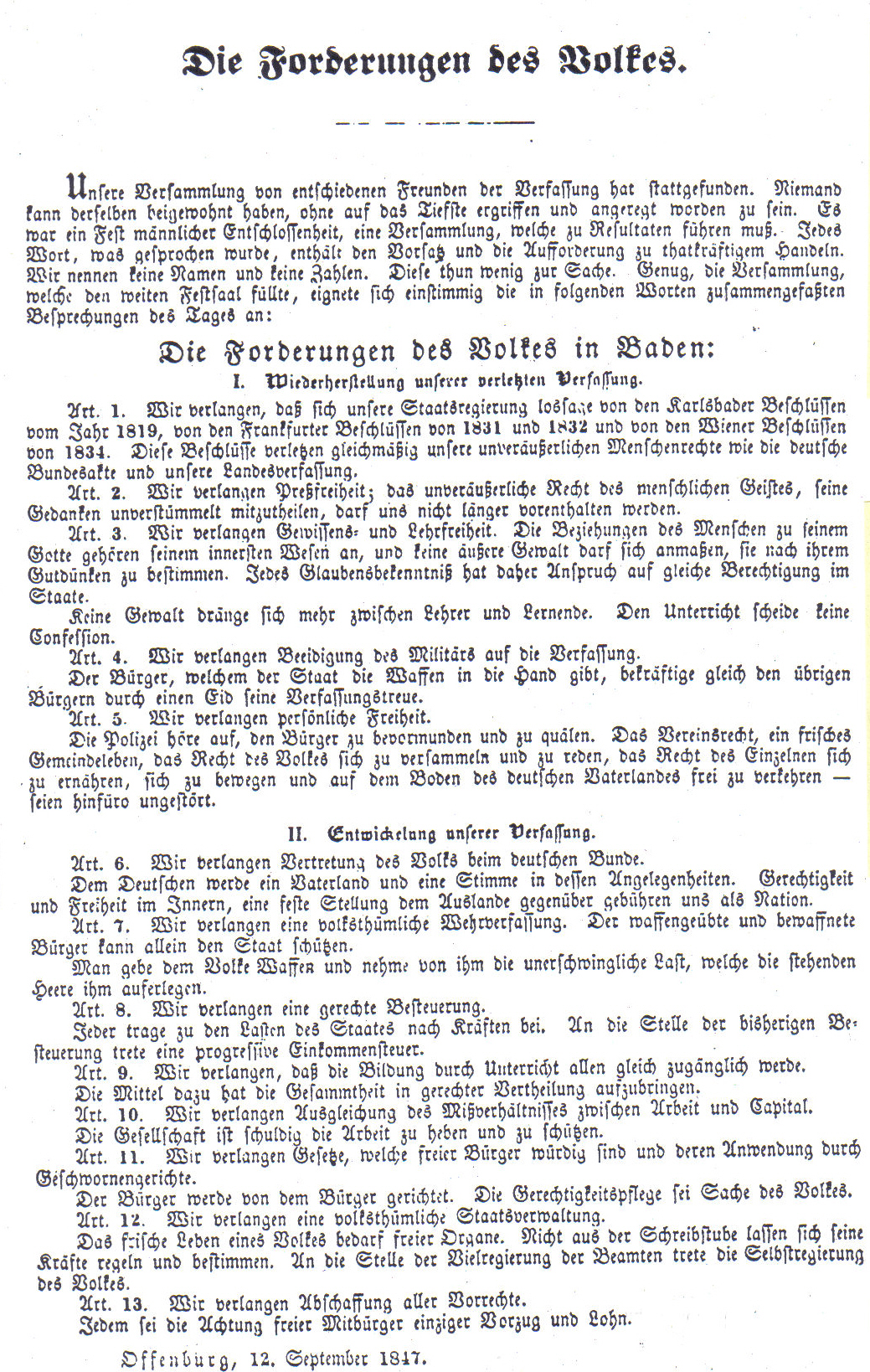
Forderungen des Volkes in Baden, Flugblatt von 1847

Die Versammlung forderte die „Selbstregierung des Volkes“ nach dem Vorbild der Verfassung der USA und die Presse- und Meinungsfreiheit. Weitere Forderungen waren die Reduzierung der hohen Steuer- und Abgabenlast sowie die Eindämmung der Macht von „Bureaukraten“ und „Jesuiten“.
Die aufkommende Industrialisierung, bei der durch „Fabrikanten das kleine Gewerbe ruiniert“ würde, wurde in der Versammlung ebenso wie die Macht des Kapitals, das „den Arbeiter zum Sklaven herabsinken“ lasse, kritisiert. Diesen Zuständen stellte man die Forderung nach einem genossenschaftlich organisierten Wirtschaften gegenüber. Kapital- und Vermögenskonzentration sollten gesetzlich begrenzt werden.
Die nach der Versammlung als Flugblätter verteilten und in Zeitungen gedruckten „Forderungen des Volkes“ mit dem Datum 12. September 1847 enthielten darüber hinaus einen umfassenden Grundrechtekatalog.
- Im ersten Artikel wurde die Rücknahme der Karlsbader Beschlüsse von 1819, der Beschlüsse des Deutschen Bundes von 1832[4], der Wiener Beschlüsse von 1834 und somit die Achtung der von Karl Friedrich Nebenius erarbeiteten Badischen Verfassung von 1818 sowie der Bundesakte gefordert.
- Die folgenden zwei Artikel verlangten Pressefreiheit, Lehrfreiheit sowie Glaubens- und Gewissensfreiheit. In Artikel 5 wurde die Vereins- und Versammlungsfreiheit, das Recht auf ungehinderte Bewegung innerhalb des „deutschen Vaterlandes“ sowie die Reduzierung polizeilicher Bevormundung thematisiert. Der 13. und letzte Artikel erklärte die Gleichheit aller Bürger.
- Artikel 4 und 7 verlangten die Volksbewaffnung anstelle kostspieliger stehender Heere und die Vereidigung des Militärs auf die Verfassung.
- Artikel 6 umfasste den Ruf nach einer Volksvertretung für Deutschland.
- Die Artikel 8 bis 10 befassten sich mit ökonomisch-sozialen Fragen. Gefordert wurde eine gerechte Besteuerung in Form einer progressiven Einkommensteuer sowie der freie Zugang zu Bildung. Schließlich wurde der „Ausgleich des Mißverhältnisses zwischen Arbeit und Kapital“ und die Verpflichtung des Staates zum Schutz der Arbeit proklamiert.
- Artikel 11 und 12 beschäftigten sich mit der Organisation der Exekutive und Judikative und sprachen sich für die Einführung von Geschworenengerichten und eine „Selbstregierung des Volkes“ statt einer „Vielregierung der Beamten“ aus.

Dank der sich immer mehr ausbreitenden Druckertechnik der Schnellpressen konnten die Flugblätter zu Tausenden gedruckt und verteilt werden.

## Erinnerung
Zur Erinnerung an das historische Ereignis wird in Offenburg alle zwei Jahre im September der „Freiheitstag“ gefeiert. Im Jahr 2000 stiftete Aenne Burda die zwanzig Meter hohe Stahlskulptur Freiheit – männlich/weiblich von Jonathan Borofski, die im Kulturforum aufgestellt wurde.

## Belege
1. ↑  Paul Nolte: Gemeindebürgertum und Liberalismus in Baden 1800–1850. Tradition – Radikalismus – Republik. Göttingen 1994, S. 299 f.
2. ↑  Wochenschau. Inland. Baden. In: Illustrirte Zeitung, 4. Dezember 1847, S. 2 (online bei ANNO).
3. ↑  Deutschland. Die Karlsruher Zeitung vom 27. Dec sagt. In: Deutsche Allgemeine Zeitung, 1. Jänner 1848, S. 2 (online bei ANNO).
4. ↑  Am 28. Juni 1832 hatte die Bundesversammlung des Deutschen Bundes „Sechs Artikel zur Aufrechterhaltung der gesetzlichen Ruhe und Ordnung im Deutschen Bund“ beschlossen, weitere zehn Artikel am 5. Juli 1832. Siehe auch: Freie Stadt Frankfurt und Deutscher Bund
5. ↑  Frank Bösch: Mediengeschichte. Frankfurt am Main 2011, S. 104.
6. ↑  Hannah Fedricks Zelaya: Eine Skulptur für die Freiheit. Badische Zeitung, 5. August 2019, abgerufen am 6. August 2019.